# Parafia św. Apostołów Piotra i Pawła w Bidzinach
Parafia świętych Apostołów Piotra i Pawła w Bidzinach – parafia rzymskokatolicka, znajdująca się w diecezji sandomierskiej, w dekanacie Ożarów.

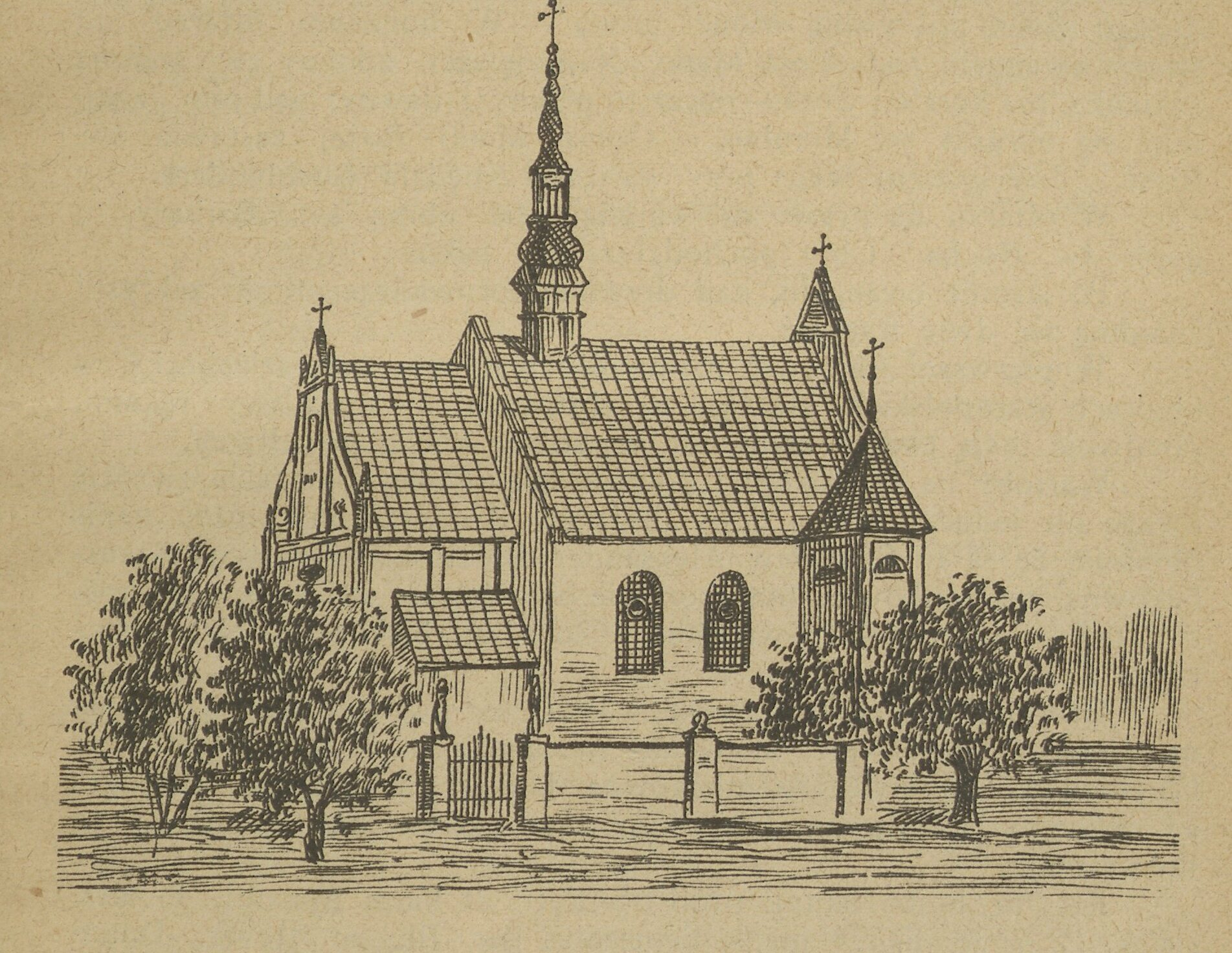
Kościół przed 1907